# 寺前紀夫
寺前 紀夫 （てらまえ のりお、1948年 - ） は、日本の化学者。東北大学名誉教授。学位は工学博士（東京大学）。専門は、分析化学、表面科学。宮崎県出身。

## 略歴
- 1967年 宮崎県立宮崎大宮高等学校卒業
- 1972年 東京大学工学部工業化学科卒業
- 1974年 東京大学大学院工学系研究科工業化学専攻修士課程修了
- 1977年 東京大学大学院工学系研究科工業化学専攻博士課程修了（工学博士）
- 1978年 東京大学工学部助手
- 1987年 東京大学工学部講師
- 1990年 名古屋大学工学部助教授
- 1992年 名古屋大学高温エネルギー変換研究センター助教授
- 1993年 東北大学理学部教授
- 1995年 東北大学大学院理学研究科教授
- 2013年 東北大学を定年退職

## 主要著書

### 共著
- 田中誠之・寺前紀夫『赤外分光法 』（共立出版、1993）
- 西岡利勝・寺前紀夫『顕微赤外分光法 』（アイピーシー、2003）

等